# Hessian Hills School
Hessian Hills School (1925–1952) var en progressiv skola belägen i Mount Airy-området i Croton-on-Hudson, New York. Skolan grundades som en gemenskapsskola av Elizabeth Moos och Margaret Hatfield och välkomnade barn i åldrarna 2 till 15 år. År 1934 bildade Hessian Hills School tillsammans med City and Country School i New York City och fem andra likasinnade progressiva skolor en grupp kallad Associated Experimental Schools för att samla in medel och förfina sin progressiva filosofi. Denna grupp övergavs dock i slutet av 1930-talet, men City and Country School har bevarat arkiven från gruppen.
Föräldrarna till eleverna var "en eklektisk grupp av socialister, kväkare, radikala judar, framstående intellektuella och liberala affärsmän". Läroplanen baserades på idéerna från John Dewey och Horace Mann. Frances Horwich var skolans rektor under några år under andra världskriget och blev senare värd för barnprogrammet "Ding Dong School". Hon efterträddes 1943 av pedagogen James L. Hymes Jr. Grundaren, Elizabeth Moos, utvecklade politiska åsikter som av vissa ansågs vara för långt till vänster.

## Arkitektur
År 1930 drabbades skolan av en brand. Efter branden designades en ny skolbyggnad av William Lescaze och George Howe i internationell stil, och har kallats "det mest kända tidiga exemplet på modernistisk skolarkitektur i Amerika". Skolan var också föremål för en dokumentärfilm av Lee Dick, som visades på världsutställningen i New York 1939. Filmen var troligen den första dokumentären producerad på 16 mm med ljud och dialog. Byggnaden används för närvarande av Temple Israel of Northern Westchester.

## Kända alumner
- Thomas Kuhn (född 1922), vetenskapsfilosof som introducerade termen "paradigmskifte". Han gick på skolan från sjätte till nionde klass och lämnade skolan 1937.